# 당인가탐안 3
《당인가탐안 3》(중국어: 唐人街探案3, 영어: Detective Chinatown 3)는 2021년 2월 12일에 개봉한 중국의 코미디 액션 서스펜스 영화이다.

## 출연
- 왕바오창
- 류하오란
- 츠마부키 사토시
- 토니 자
- 성소
- 나가사와 마사미
- 소메타니 쇼타
- 스즈키 호나미
- 아사노 타다노부
- 미우라 도모카즈
- 추성훈

## 개봉
2019년 11월 27일에 공식 티저 예고편과 공식 티저 포스터가 공개되었다.
일본에서의 상영은 현재 조정 중이다.